# Bistum Gaborone
Das Bistum Gaborone (lateinisch Dioecesis Gaboronensis, englisch Diocese of Gaborone) ist ein in Botswana gelegenes römisch-katholisches Bistum mit Sitz in Gaborone.

## Geschichte
Papst Johannes XXIII. gründete mit der Apostolischen Konstitution Cum Venerabiles Fratres die Apostolische Präfektur Betschuanaland aus Gebietsabtretungen der Bistümer Bulawayo, Kimberley und des Apostolischen Vikariats Windhoek am 2. April 1959. Ursprünglich umfasste sie das gesamte Gebiet des Protektorats.
Mit der Apostolischen Konstitution Sanctae Ecclesiae wurde sie am 5. August 1966 zum Bistum Gaberones erhoben, das dem Erzbistum Bloemfontein als Suffragandiözese unterstellt wurde. Am 7. April 1970 nahm es den heutigen Namen an.
Einen Teil seines Territoriums verlor es am 27. Juni 1998 an das Apostolische Vikariat Francistown und am 5. Juni 2007 wurde es dem Erzbistum Pretoria als Suffragandiözese unterstellt.

## Ordinarien

### Apostolischer Präfekt von Betschuanaland
- Urban Charles Joseph Murphy CP (24. April 1959 – 5. August 1966)

### Bischof von Gaberones
- Urban Charles Joseph Murphy CP (5. August 1966 – 7. April 1970)

### Bischöfe von Gaborone
- Urban Charles Joseph Murphy CP (7. April 1970 – 28. Februar 1981)
- Boniface Tshosa Setlalekgosi (30. November 1981 – 5. Februar 2009)
- Valentine Tsamma Seane (5. Februar 2009 – 9. August 2017)
- Franklyn Nubuasah SVD (seit 6. Juni 2019)